# Athanásios Christópoulos
Athanásios Christópoulos (en grec moderne : Αθανάσιος Χριστόπουλος), né en 1772 à Kastoria, en Macédoine, et mort en 1847, était un poète grec.
Après des études à Buda et à Padoue, il devient précepteur des enfants d'Alexandre Moruzi, prince de Valachie. En 1811, lorsque le prince est détrôné, Christópoulos entre au service de Jean Georges Caradja, hospodar de Moldavie et de Valachie ; il rédige un nouveau code civil pour ce pays. 
Quand Caradja quitte sa charge, Christópoulos se consacre entièrement à la littérature. Il écrit des chansons à boire, des chansons d'amour qui connaissent un grand succès. Il est également l'auteur d'une tragédie, d'un ouvrage intitulé Politika Parallela (des comparaisons entre les différents régimes politiques), de traductions d'Homère et d'Héraclite, ainsi que de travaux de philologie sur les liens entre les Grecs de l'Antiquité et les Grecs de l'époque contemporaine.
Ses poésies ont été publiées en français, en deux volumes, à Paris, entre 1833 et 1841.